# 巴瑟顿郡
巴瑟頓郡乃澳大利亞西澳的一個地方政府，位於府城伯斯之南230公里；郡轄境有1,455平方公里。2006年，有居民25,354人。

## 議會
郡議會有議席13座，分由6個選區，分別選出1、2或5位議員。

## 外部連結
- 巴瑟頓郡官方網站 （页面存档备份，存于）